# Jozue (arcykapłan żydowski w Biblii)
Jozue (znany też jako Jesua, Jezus, Ieshua), cs. Prawiednyj Iisus, syn Iosiediekow – arcykapłan judejski w latach ok. 540 p.n.e. – ok. 510 p.n.e. Odbudował na Wzgórzu Świątynnym w Jerozolimie ołtarz całopalny, a następnie całą Świątynię Jerozolimską (515 p.n.e.). Posługiwał się językiem aramejskim.